# Великолепен скорец
Великолепен скорец (Lamprotornis superbus) е вид птица от семейство Скорецови (Sturnidae).

## Разпространение
Видът е разпространен в Етиопия, Кения, Сомалия, Судан, Танзания, Уганда и Южен Судан.